# 左鎮北極殿

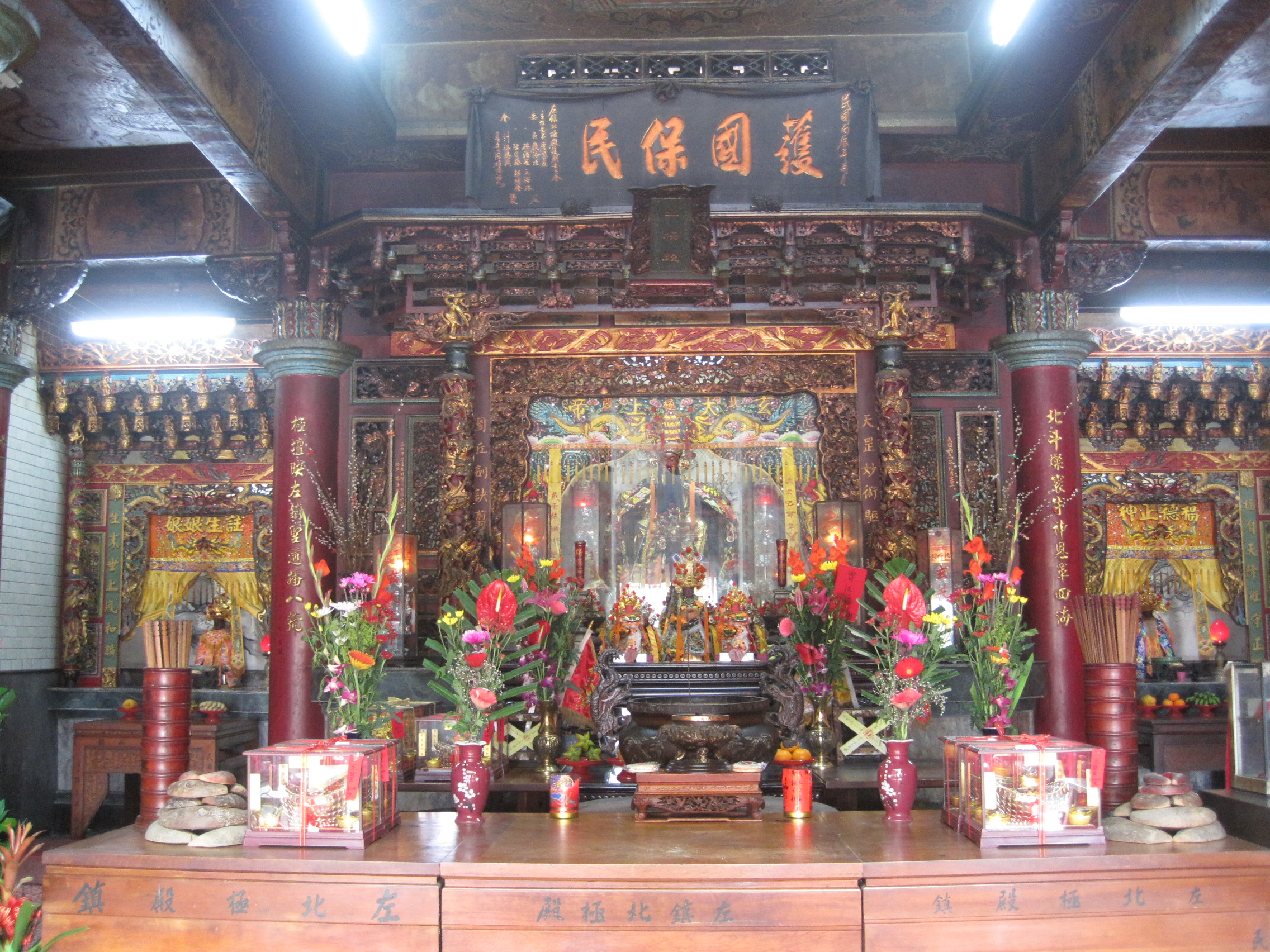
左鎮北極殿內部

左鎮北極殿位在臺灣臺南市左鎮區，因所在地的關係，又稱口社寮北極殿，為主祀玄天上帝、副祀天上聖母的廟宇。早年神明只是由爐主供奉，1974年始開始建廟。該廟與口社寮阿立祖壇有相當的淵源，玄天上帝曾與該公廨的阿立祖合壇，玄天上帝聖誕前夕也會邀阿立祖前來看戲。當地因而有俗諺「三月初三，上帝公生，有請阿立祖來看戲」。

## 沿革
據說早年有簡、廖、歐三姓移居到龜潭（在內庄里），後來廖姓分居到口社寮。玄天上帝是廖家祖先所帶來臺灣，但早年並未建廟，而是用爐主輪值的方式奉祀。
民國63年（1974年），信徒倡議建廟，於同年（1974年）10月20日動土興建。之後在民國（1976年）12月5日過火安座，後來又陸續完成金爐、鐘鼓樓。最後在民國75年（1986年）10月26日舉行謝土大典。
而據說在準備建廟之前，某夜有個瞎子到楠西某旅社找林福星，希望他能夠到口社寮向當地居民表示可以蓋大廟，資金由他來籌措。當地頭人廖鳶飛與嚴添枝得知後半信半疑，之後向三官大帝與玉皇大帝請示，結果神明指示可以用當時爐主嚴添枝的名義買廟地。當時有三個地點，最後選中王昭明所擁有的土地。在透過楊斯濕遊說下，以1分地新臺幣2萬8千元的價格買下。然而當眾人詢問資金來源時，該名瞎子表示錢放在基隆，遂由林福星與他北上取款。但在途中林福星睡著了，醒來後發現這名瞎子不見蹤影，再也沒出現。眾人為了資金問題再次向神明請示，結果得到無須擔心，冥冥之中自有解決之道的指示。而後陸續有資金湧入建廟委員會，使得工程能夠進行下去。
另外廟前的龍柱，據說原本是赤山龍湖巖的柱子。是過去赤山龍湖巖重建拆下後，被用新臺幣6萬元買下來當成北極殿的建材使用。

## 傳說
據說過去中壇元帥曾降乩表示上帝爺因替眾生消災而遭劫難，林榮昭（北極殿總幹事）表示，過去在玉井「劉陳」有個名叫余羌的人請求二上帝協助消除家中孽障，事後二上帝因擋災擾亂因果而受禁16年，於天庭三官大帝旁辦公。此外當時辦事的法師與乩童也在之後莫名死亡。
另外相傳因為玄天上帝是由廖家帶來口社寮立基，所以玄天上帝為了報恩，替廖家度過不少危難。如廖家廖再添跟郭再忠兄長到左鎮橋下游泳結果溺水，但先被救上的郭再忠兄長反而不幸罹難，晚救起的廖再添則活下來。地方便傳說是因為廖再添為獨子，為讓廖家香火不至於中斷，玄天上帝才將他保下來。另外二次大戰期間，廖家小孩躲過美國軍機的低空掃射，也被地方人士認為是玄天上帝保佑之故。